# Achille Tribouillet
Achille Tribouillet, né le 25 décembre 1902 à Tourcoing (Nord), est un joueur de water-polo français. 

## Biographie
Achille Tribouillet est licencié aux Enfants de Neptune de Tourcoing.
Il fait partie de l'équipe de France de water-polo masculin médaillée d'argent aux Championnats d'Europe 1927 à Bologne et médaillée de bronze olympique aux Jeux olympiques d'été de 1928 se tenant à Amsterdam. Il y joue six matchs et marque un but en demi-finale contre la Hongrie.